# Antônio Rodrigues Veloso de Oliveira
Antônio Rodrigues Veloso de Oliveira (São Paulo, c. 1750 — 11 de março de 1824) foi um estadista, jurista e político brasileiro. Nasceu em São Paulo (SP), depois do ano de 1750 e faleceu no Rio de Janeiro, em 11 de março de 1824. 
Formou-se em direito pela Universidade de Coimbra, indo exercer a magistratura na Ilha da Madeira. "No Brasil foi Chanceler da Relação do Maranhão em sua instituição; Desembargador do Paço; Deputado da Mesa de Consciência e Ordens; Juiz Conservador da Nação Britânica em todo o distrito da Casa de Suplicação do Brasil; Primeiro Deputado da Junta da Administração da Fazenda, na Capitania do Maranhão; Deputado à Assembleia Constituinte; Comendador da Ordem de Cristo. Autor da Memória sobre o melhoramento da Província de São Paulo, aplicável em grande parte às outras Províncias do Brasil. Essa obra foi apresentada a D. João VI, quando ainda Regente, em 1810, e publicada pelo autor em 1822."